# Баучина
Баучина (італ. Baucina, сиц. Baucina) — муніципалітет в Італії, у регіоні Сицилія,  метрополійне місто Палермо.
Баучина розташована на відстані близько 450 км на південь від Рима, 26 км на південний схід від Палермо.
Населення — 2038 осіб (2014).
Щорічний фестиваль відбувається 10 вересня. Покровитель — Santa Fortunata.

## Демографія
Населення за роками:

Станом на 1 січня 2023 року в муніципалітеті офіційно проживав 31 іноземець з 7 країн, серед них 4 громадяни країн Євросоюзу.

## Сусідні муніципалітети
- Болоньєтта
- Каккамо
- Кастельдачча
- Чимінна
- Вентімілья-ді-Січилія
- Віллафраті